# Idaea jakima
Idaea jakima är en fjärilsart som beskrevs av Butler 1878. Idaea jakima ingår i släktet Idaea och familjen mätare. Inga underarter finns listade i Catalogue of Life.